# Taylor Kinney
Taylor Jacks Heisler Kinney (ur. 15 lipca 1981 w Lancaster) – amerykański aktor i model.

## Życiorys

### Wczesne lata
Urodził się w Lancaster w stanie Pensylwania jako syn Pameli (z domu Heisler) i Daniela Kinneya. Jego matka miała pochodzenie niemieckie, szwajcarskie i francuskie, a ojciec – angielskie i niemieckie. Wraz z trójką braci - Adamem, Ryanem i Trentem - wychowywany był w Neffsville w stanie Pensylwanii przez samotną matkę, która pracowała jako higienistka stomatologiczna. W 2000 ukończył Lancaster Mennonite School. Uczęszczał do West Virginia University w Morgantown w Wirginii Zachodniej.

### Kariera
Dorabiał jako model. W 2006 grał postać Luke’a Gianniego w serialu MyNetworkTV Fashion House: Kobiety na krawędzi. W 2011 wystąpił w teledysku Lady Gagi do utworu „Yoü and I” (Ty i ja). W 2012 pojawił się gościnnie w serialu Shameless – Niepokorni jako Craig, była sympatia z liceum Fiony głównej bohaterki (w tej roli Emmy Rossum). Zagrał porucznika Kelly Severide w Chicago Fire, Chicago PD i Chicago Med.
W 2016 został uhonorowany nagrodą People’s Choice Award jako ulubiony dramatyczny aktor telewizyjny, a w 2015 i 2017 był nominowany do tej nagrody.
Był na okładkach „TV Guide” (w lutym 2016) i „Safari” (w edycji japońskiej we wrześniu 2017).

## Życie prywatne
Jego brat Ryan zmarł 7 września 2008. 
Od lipca 2011 był związany z Lady Gagą. Poznali się podczas pracy nad teledyskiem do jej piosenki „Yoü and I”, a wkrótce potem zaczęli się spotykać i 14 lutego 2015 zaręczyli się. Para rozstała się w lipcu 2016.

## Filmografia

### Filmy fabularne
- 2007: White Air jako Frank
- 2007: Piec (Furnace) jako Bill Jamison
- 2009: Diary of the Champion jako Ryan Kent
- 2010: Scorpio Men on Prozac jako kochanek Mai
- 2011: Światowa manna (A Mann's World) jako France
- 2011: Marnotrawny (Prodigal) jako Brad Searcy
- 2011: Pięć (Five) jako Tommy
- 2012: Least Among Saints (Najmniej wśród świętych ) jako Jesse
- 2012: Stars in Shorts jako Brad Searcy
- 2012: Wróg numer jeden (Zero Dark Thirty) jako Jared
- 2014: Inna kobieta (The Other Woman) jako Phil
- 2015: Consumed jako Eddie
- 2015: Rock the Kasbah jako szeregowy Barnes
- 2016: Las samobójców (The Forest) jako Aiden
- 2018: Tu i teraz (Here and Now) jako Jordan

### seriale TV
- 2006: Fashion House: Kobiety na krawędzi (Fashion House) jako Luke Gianni
- 2007: Czas na Briana (What About Brian) jako Jared
- 2008: Kości (Bones) jako Jimmy Fields
- 2009–2010: Trauma jako Glenn Morrison
- 2010–2011: Pamiętniki wampirów (The Vampire Diaries, Pamiętniki wampirów (seria 2)) jako Mason Lockwood
- 2011: Yoü and I jako partner Lady Gagi
- 2011: CSI: Kryminalne zagadki Nowego Jorku (CSI: NY) jako Jason Locke
- 2011: Partnerki (Rizzoli & Isles) jako Jesse Wade
- 2012: Dating Rules from My Future Self jako Dave
- 2012: Shameless – Niepokorni jako Craig Heisner
- 2012: Castle jako Darren Thomas
- 2012: Breakout Kings jako Perry
- 2012-: Chicago Fire jako porucznik Kelly Severide
- 2014: Chicago PD jako porucznik Kelly Severide